# کلیسای جامع لینکلن
کلیسای جامع لینکلن (انگلیسی: Lincoln Cathedral) یک کلیسای جامع در شهر لینکلن، انگلستان است.
بنای این کلیسا در سال ۱۰۸۸ میلادی بنیان‌گذاری شده و در چندین نوبت تکمیل شده‌است، کلیسای لینکلن دارای سه مناره مخروطی به ارتفاع ۱۶۰ متر و سه برج به ارتفاع ۸۳ متر می‌باشد.

## نگارخانه

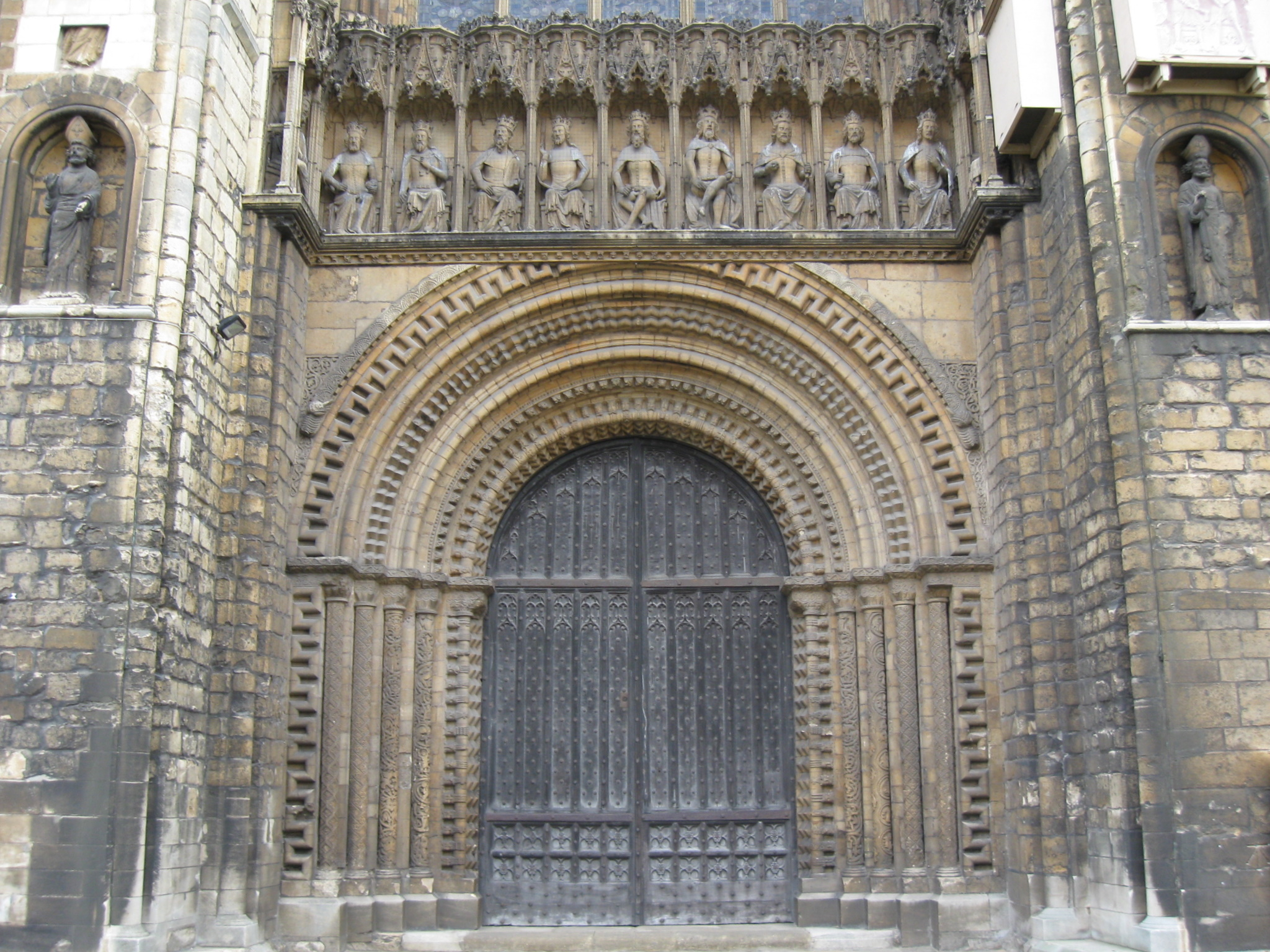
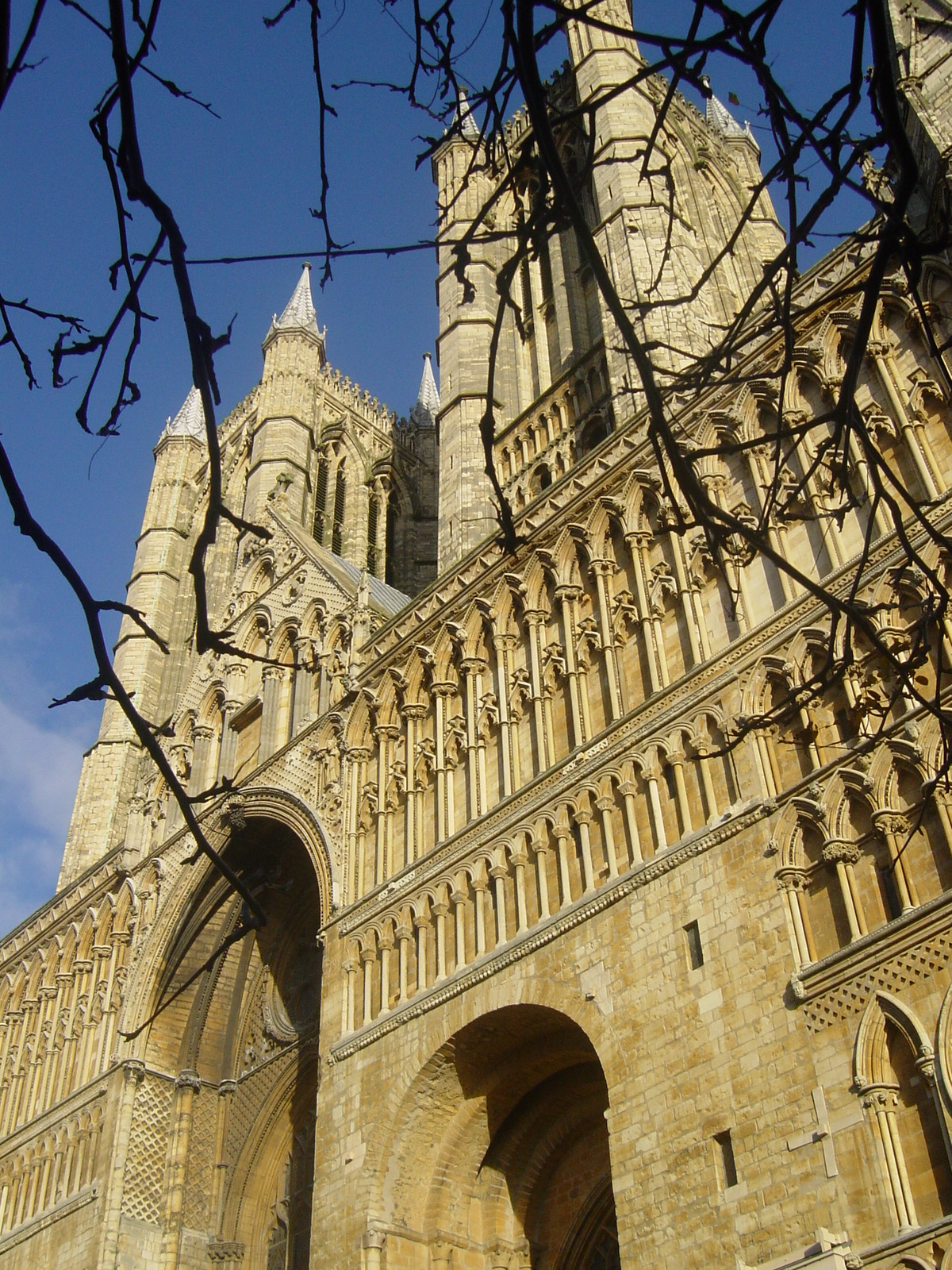
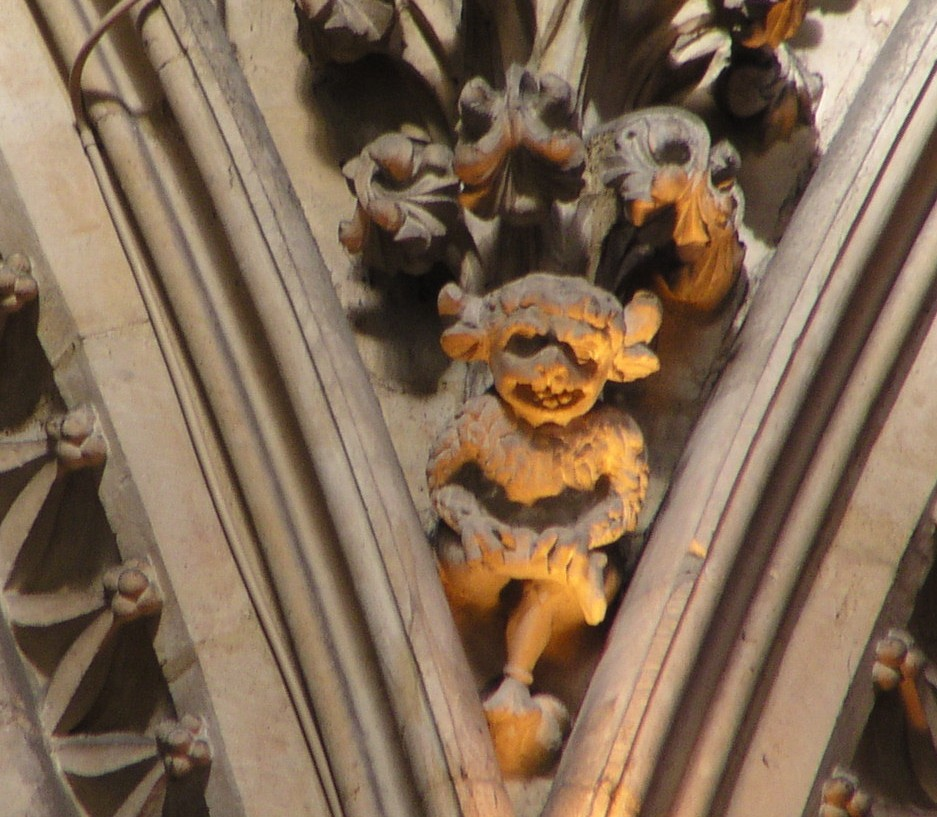
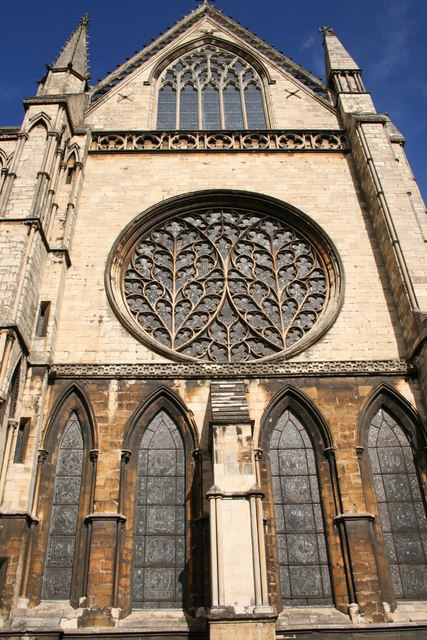
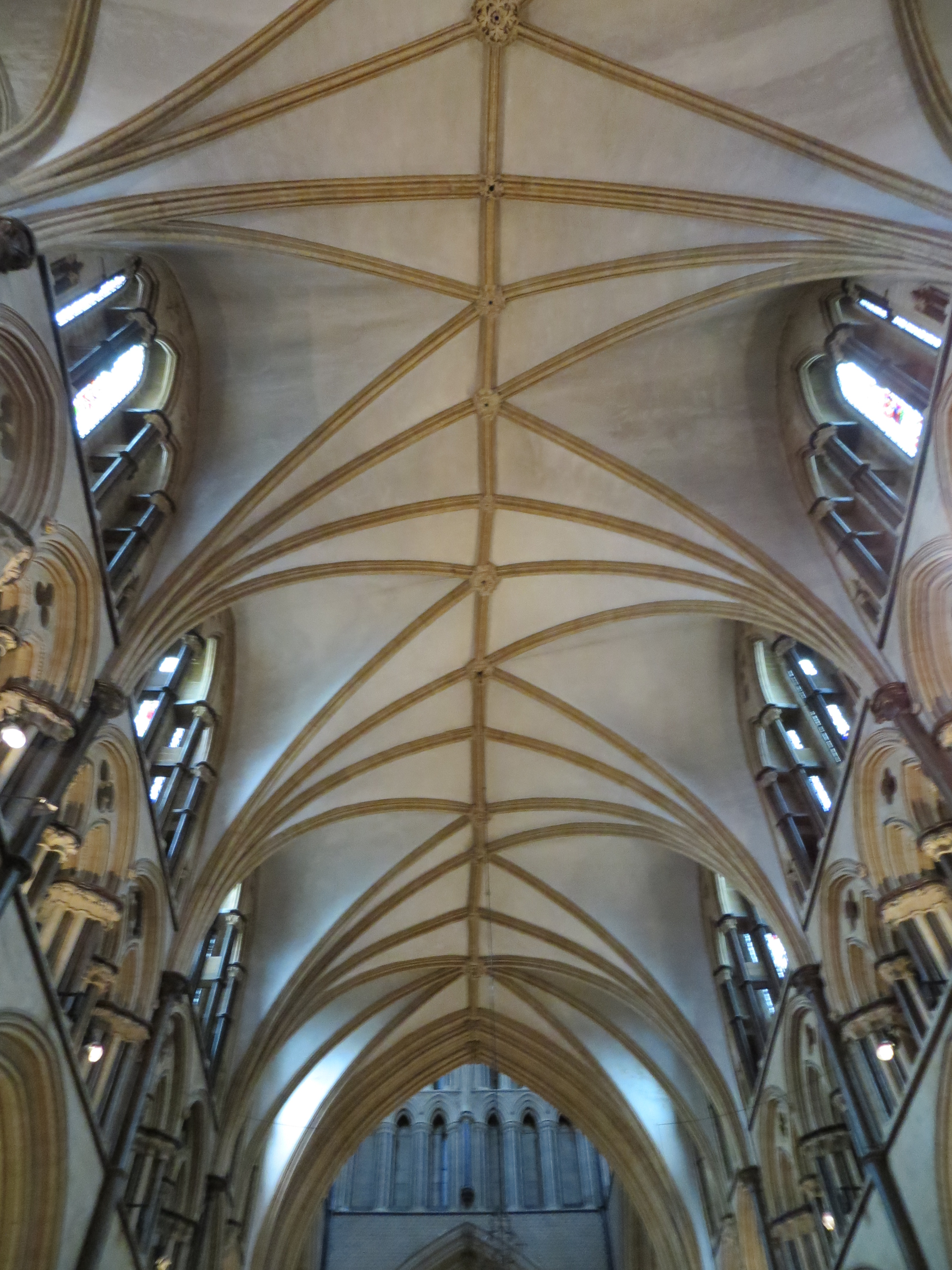
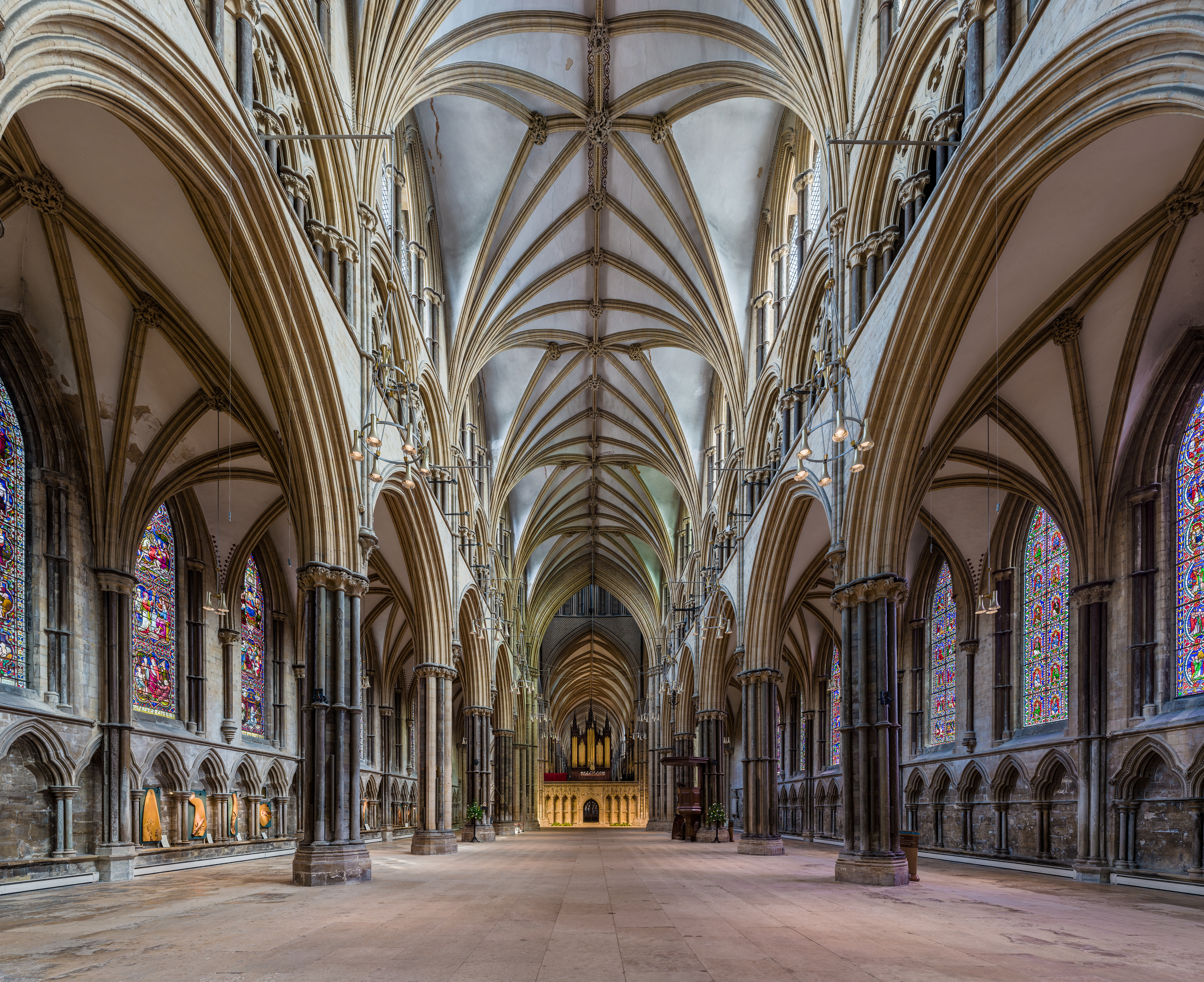
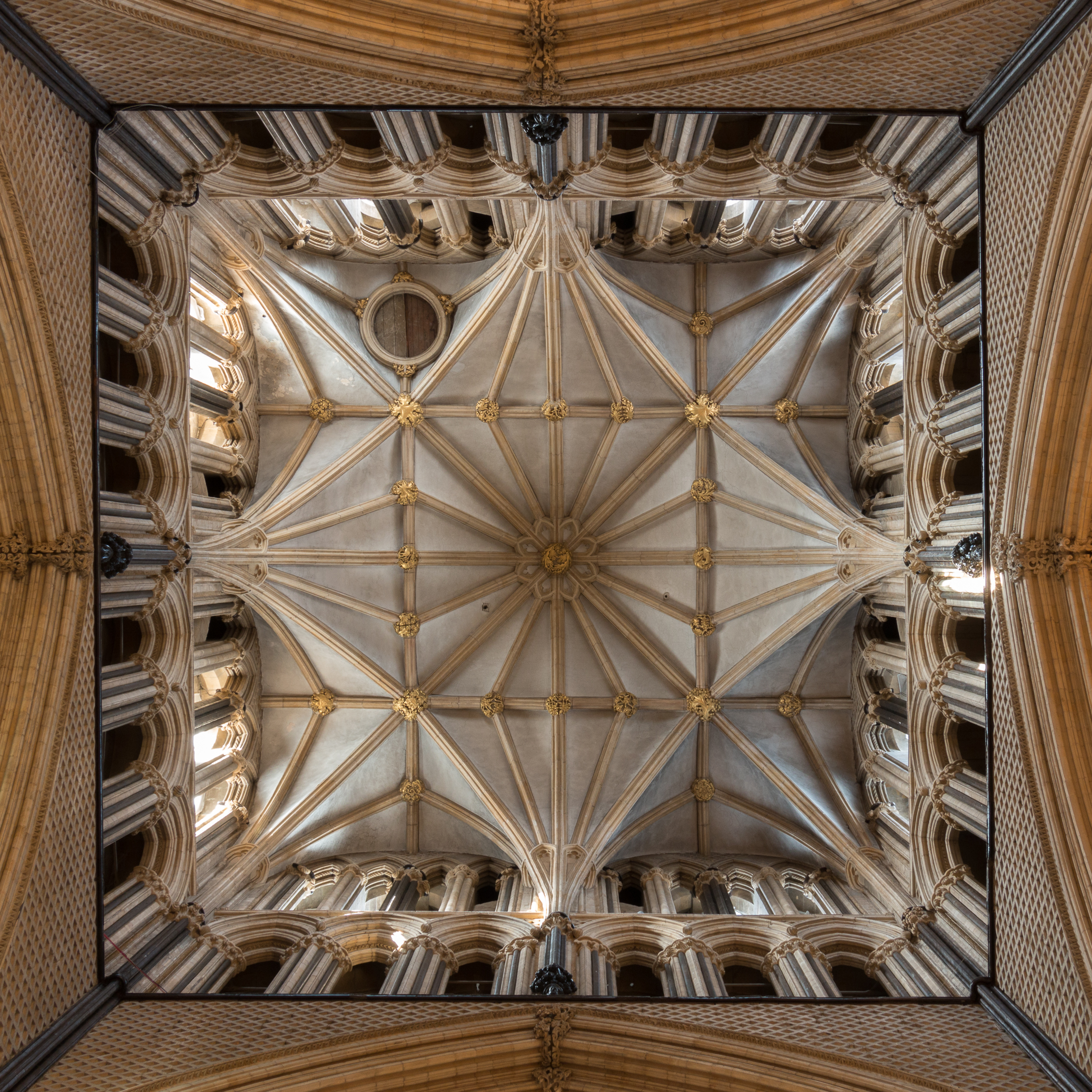
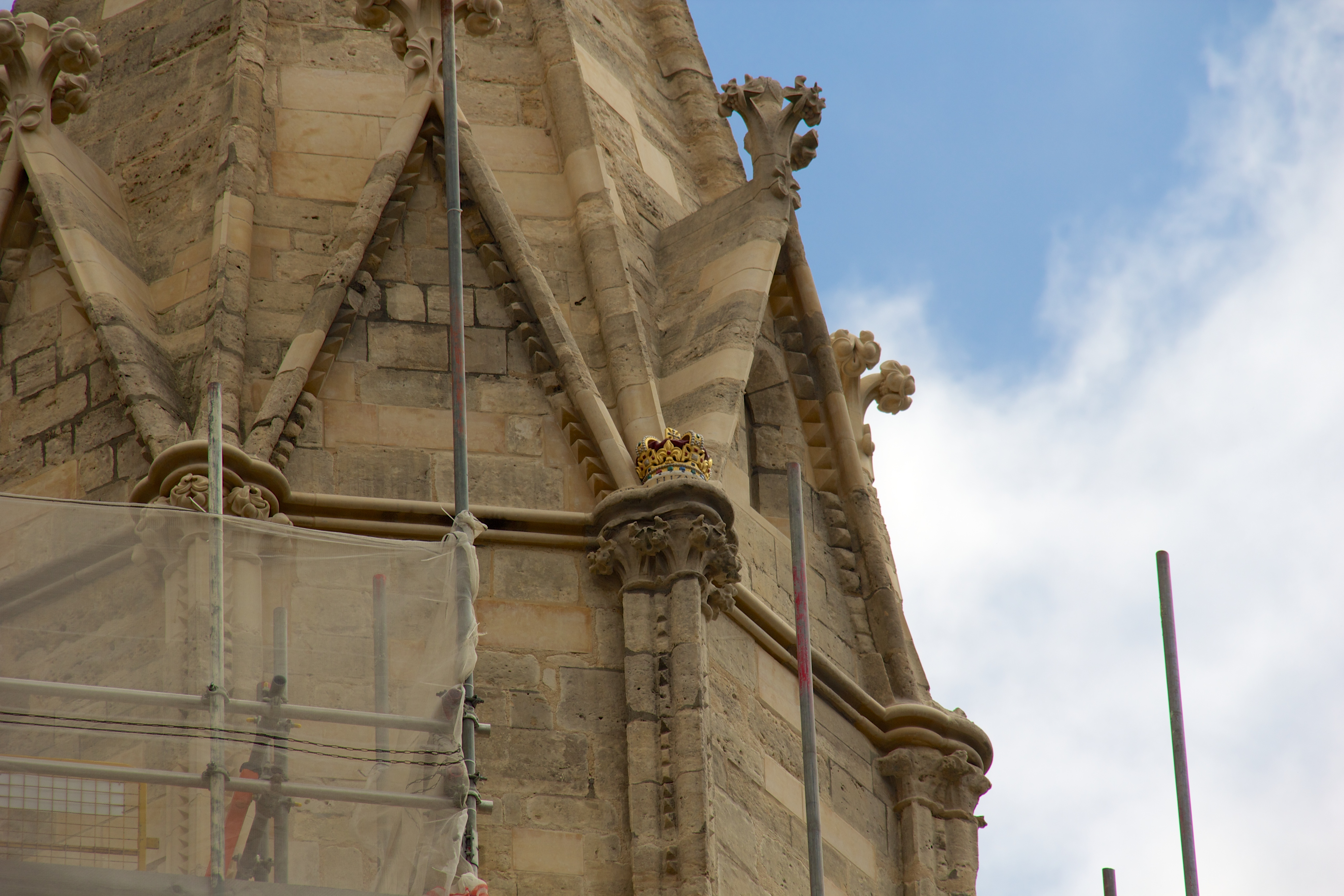
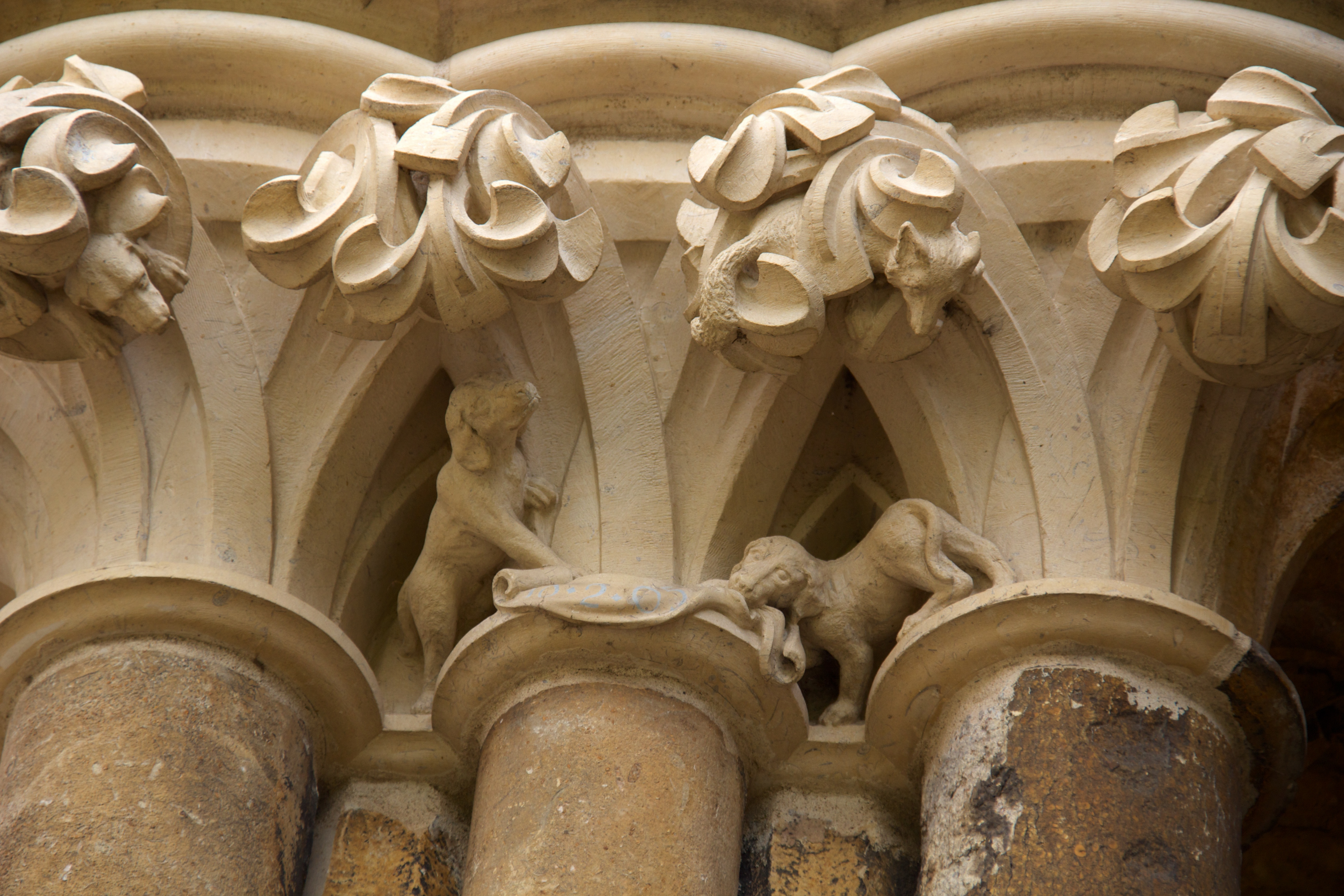
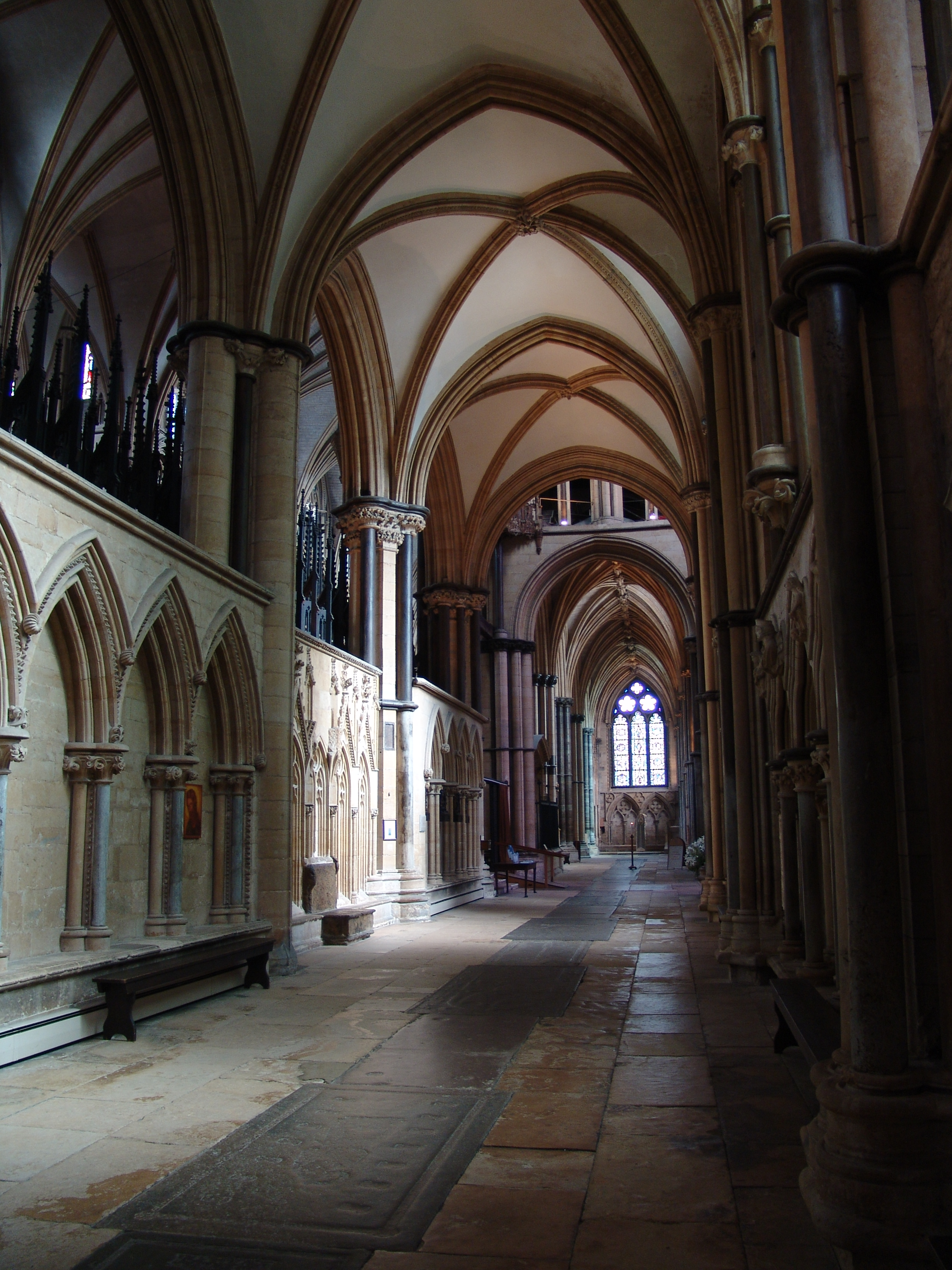